# Wesselburen
Wesselburen (phát âm tiếng Đức: [vɛsəlˈbuːʁən]) là một đô thị thuộc huyện Dithmarschen trong bang Schleswig-Holstein. Đô thị này nằm gần bờ Biển Bắc, cự ly khoảng 11 km về phía tây Heide.
Wesselburen thuộc đô thị tập thể Büsum-Wesselburen.

## Nhân vật địa phương
- Christian Friedrich Hebbel, 1813 - 1863, nhà thơ
- Christian Otto Mohr, 1835 - 1918, kỹ sư xây dựng
- Adolf Bartels, 1862 - 1945, ký giả
- Jill Sander, sinh 1943, nhà thiết kế thời trang

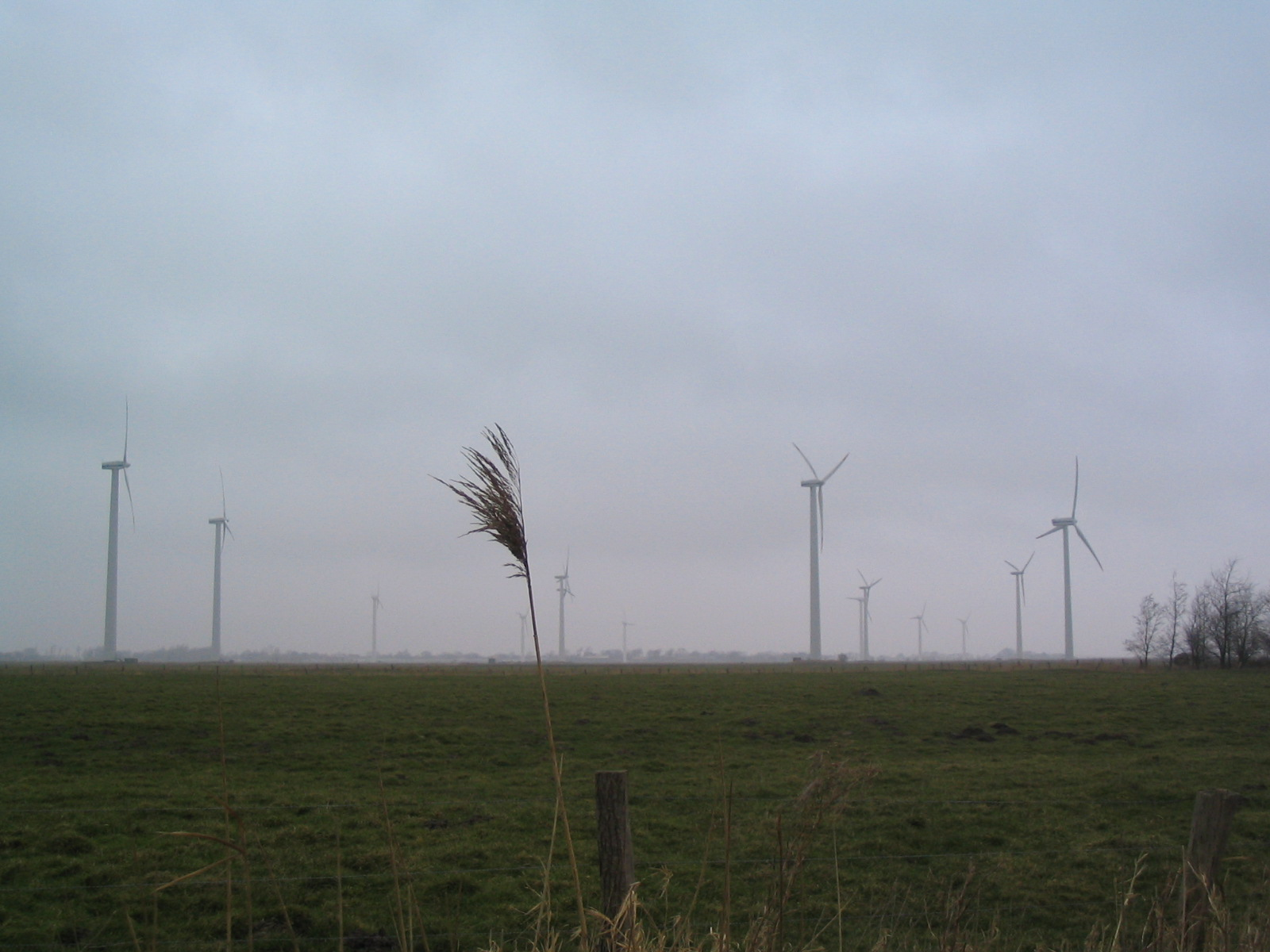
Cối xay gió gần Wesselburen